# Théorèmes de König (mécanique)
Pour les articles homonymes, voir Théorème de König.
En mécanique, les deux théorèmes de König permettent d'exprimer le moment cinétique (ou angulaire) et l'énergie cinétique d'un système de points matériels sous des formes plus facilement interprétables physiquement.
Ces deux théorèmes sont dus à Johann Samuel König, allemand né à Büdingen en 1712, mort à Amerongen aux Pays-Bas en 1757.

## Notion de référentiel barycentrique
Les deux théorèmes se démontrent en faisant intervenir un référentiel particulier : le référentiel barycentrique (ou référentiel du centre de masse), noté (R*).

### Définition
(R*) est le référentiel lié au centre d'inertie G, en mouvement de translation par rapport à (R).

### Propriétés de (R*)
Remarque importante : bien que (R*) soit par définition en translation par rapport au référentiel d'étude (R), il n'est pas en général un référentiel galiléen. Pour que (R*) soit galiléen, il faudrait que (R) le soit et que le mouvement de (R*) par rapport à (R) soit rectiligne et uniforme.
De façon générale, les moments cinétiques du système en deux  points O et O' sont liés par la relation : {\displaystyle {\vec {L_{O}}}={\vec {L_{O'}}}+{\vec {OO'}}\wedge {\vec {p}}} (voir moment cinétique). Comme par définition dans (R*), la quantité de mouvement est nulle, soit {\displaystyle {\vec {p^{*}}}={\vec {0}}}, le moment cinétique du système dans (R*) est indépendant du point où on le calcule : {\displaystyle {\vec {L_{O}^{*}}}={\vec {L_{O'}^{*}}}={\vec {L^{*}}}}.
{\displaystyle {\vec {L^{*}}}} est aussi appelé moment cinétique propre (ou interne) du système.
Par ailleurs, d'après l'expression générale du moment cinétique d'un système, {\displaystyle {\vec {L_{G}}}=\sum _{i}\left({\vec {GM_{i}}}\wedge m_{i}{\vec {v_{i}}}\right)}
or, par composition des vitesses entre (R) et (R*), {\displaystyle {\vec {v_{i}}}={\vec {v_{i}^{*}}}+{\vec {v_{G}}}}, d'où :
{\displaystyle {\vec {L_{G}}}=\left(\sum _{i}m_{i}{\vec {GM_{i}}}\right)\wedge {\vec {v_{G}}}+\sum _{i}\left({\vec {GM_{i}}}\wedge m_{i}{\vec {v_{i}^{*}}}\right)=\sum _{i}\left({\vec {GM_{i}}}\wedge m_{i}{\vec {v_{i}^{*}}}\right)}, d'après la définition du centre de masse.
Comme par ailleurs {\displaystyle \sum _{i}\left({\vec {GM_{i}}}\wedge m_{i}{\vec {v_{i}^{*}}}\right)\equiv {\vec {L^{*}}}}, il en résulte la propriété fondamentale suivante :{\displaystyle {\vec {L_{G}}}={\vec {L^{*}}}}, autrement dit le moment cinétique propre du système, dans le référentiel barycentrique (R*) associé à (R) s'identifie avec le moment cinétique par rapport à G évalué dans (R).
Enfin, il est possible de définir dans (R*) l'énergie cinétique propre du système :
{\displaystyle E_{k}^{*}\equiv {\frac {1}{2}}\sum _{i}m_{i}v_{i}^{*2}.}

## Premier théorème concernant le moment cinétique
Théorème — Avec les notations précédentes, le premier théorème de König se met sous la forme :
{\displaystyle {\vec {L_{O}}}={\vec {OG}}\wedge M{\vec {v_{G/R}}}+{\vec {L^{*}}}.}
Interprétation physique : En d'autres termes, le moment cinétique d'un système par rapport à un  point O est la somme de deux termes :
- le moment cinétique du centre d'inertie G affecté de la masse totale M du système : {\displaystyle {\vec {OG}}\wedge M{\vec {v_{G/R}}}};
- et le moment cinétique propre {\displaystyle {\vec {L^{*}}}} du système, identique à son moment cinétique par rapport à G dans (R).

## Deuxième théorème concernant l'énergie cinétique
Théorème — Avec les notations précédentes, le second théorème de König se met sous la forme
{\displaystyle E_{k}={\frac {1}{2}}Mv_{G}^{2}+E_{k}^{*}.}
Interprétation physique : En d'autres termes, l'énergie cinétique d'un système matériel est la somme de deux termes :
- l'énergie cinétique du centre d'inertie G affecté de la masse totale M du système : {\displaystyle {\frac {1}{2}}Mv_{G}^{2}};
- et l'énergie cinétique propre {\displaystyle E_{k}^{*}} du système.

## Utilisation
Les deux théorèmes de König sont valables que le système soit déformable ou non. Ils sont fréquemment appliqués au cas particulier important du solide, voir moment cinétique et énergie cinétique.